# Xiao He
Xiao He, född 26 april 1988 i Wuhan i Kina, är en svensk arkitekt. He är grundare för arkitektbyrån Studio He och var 2022 med i Tv-programmet Grand Designs Sverige där hennes privata fritidshus Nabben är med i premiäravsnittet Nynäshamn. Hennes fokus är främst privata bostäder och hotell där hon har bland annat har varit delaktig i när PUB huset omvandlades till Haymarket.  

## Biografi
Xiao He är dotter till Shousheng He och Li Zhou. När He var fyra år flyttade familjen från Wuhan i Kina till Lund i Sverige. 2006 började hon studera juridik på Juridicum i Lund. Efter att ha sommarjobbat i London och sett en utställning av Zaha Hadid beslutade He att börja läsa arkitektur på Lunds Tekniska högskola. 2010 gjorde hon den första delen av henne masterexamen i arkitektur i Hong Kong på Chinese University. 2012 tog hon arkitektexamen.
Därefter arbetade hon sju år på Koncept Stockholm i Stockholm, varefter hon startade egen verksamhet. 
He har varit gästföreläsare på arkitekturskolan på Kungliga Tekniska Högskolan hösten 2022. 
Xiao He är ensam ägare av Studio He. 

## TV
I oktober 2022 medverkade He som arkitekt och husbyggare i TV4 realityserie Grand Designs Sverige. Avsnittet "Nynäshamn" om hennes husbygge Nabben är premiäravsnittet av säsong tre.

## Bilder

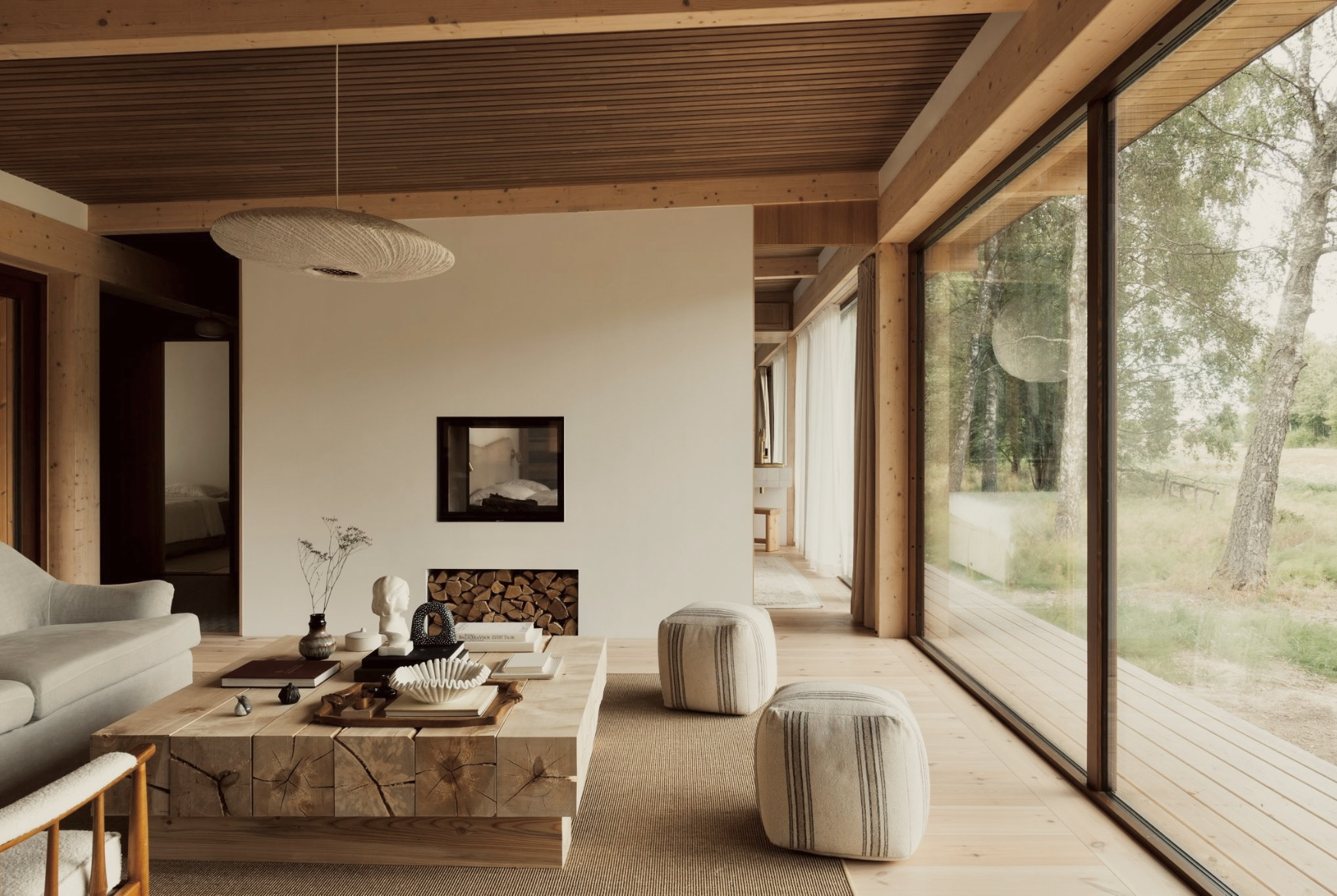
Vardagsrummet på Nabben.
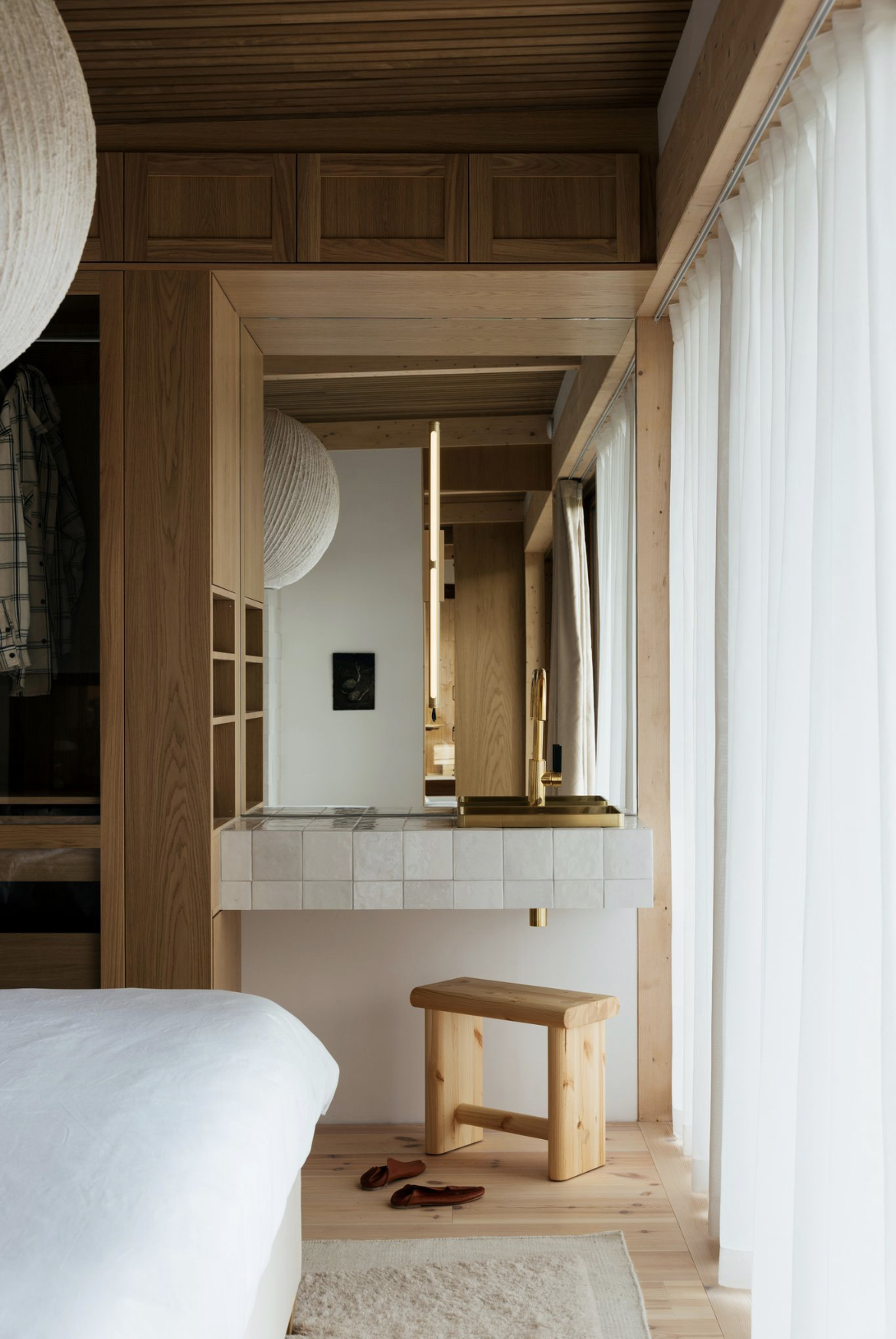
Sovrummet på Nabben.
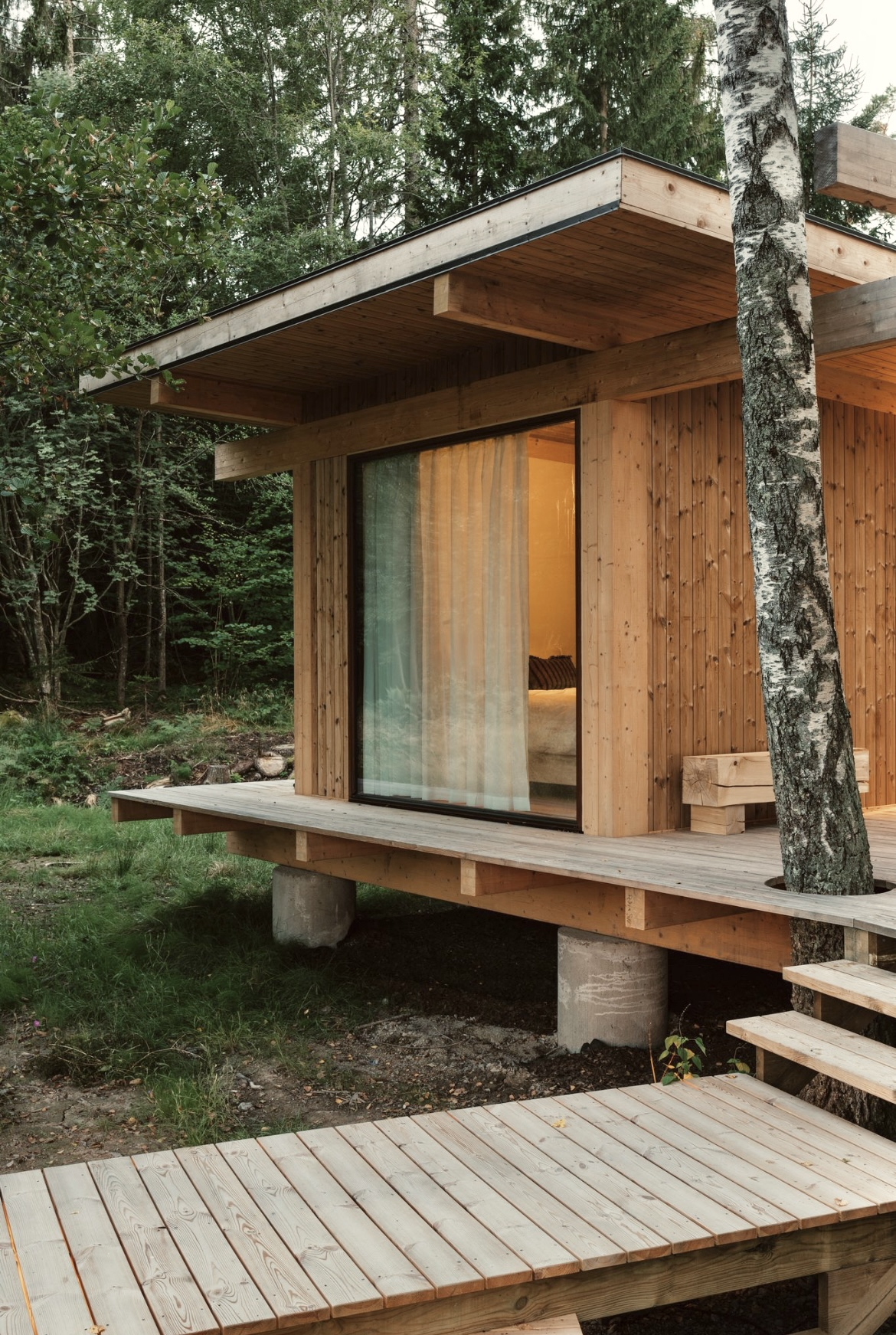
Gästhuset Nabben.